# Сибирский научно-исследовательский институт экономики сельского хозяйства
Сибирский научно-исследовательский институт экономики сельского хозяйства СФНЦА РАН (СибНИИЭСХ СФНЦА РАН) — научная организация, расположенная в Краснообске (Новосибирский район). Основан в 1970 году.

## История
Институт основан в 1970 году на базе Сибирского филиала Всесоюзного НИИ экономики сельского хозяйства, созданного в 1955 году на основе отдела экономики сельского хозяйства Западно-Сибирского филиала АН СССР.
С 1972 года институт участвует в подготовке научных кадров в собственной аспирантуре.

## Деятельность
Институт разрабатывает методические подходы прогнозирования агропроизводства при переходе к рынку, решает задачи по усовершенствованию кредитования различных организаций агропромышленного комплекса и т. д.

## Руководители
- М. И. Тихомиров, академик ВАСХНИЛ
- В. Р. Боев (1971—1984)
- А. А. Вершинин (1984—1986), академик ВАСХНИЛ
- И. В. Курцев (1986—1996), академик РАСХН
- П. М. Першукевич (1996—2020), академик РАН/РАСХН[1]